# Lempaut
 Lempaut  là một xã trong tỉnh Tarn thuộc vùng Occitanie ở miền nam nước Pháp. Xã này nằm ở khu vực có độ cao trung bình 179 mét trên mực nước biển.
Ở Lempaut có lâu đài Padiès, một lâu đài có kiến trúc độc đáo. Hiện nay đây là nơi trưng bày nghệ thuật.